# Mistrovství Evropy v malém fotbale hráčů do 21 let 2016
Mistrovství Evropy v malém fotbale hráčů do 21 let 2016 bylo 1. ročníkem ME v malém fotbale juniorů a konalo se v Česku v Praze na Vyšehradě v období od 15. do 17. července 2016. Účastnilo se ho 9 týmů, které byly rozděleny do 2 skupin, ve skupině A bylo 5 týmu, ve skupině B 4 týmy. Ze skupiny pak postoupily do vyřazovací fáze první a druhý celek. Vyřazovací fáze zahrnovala 3 zápasy (semifinále a finále). Česko porazilo všechny soupeře a získalo titul.

## Stadion
Turnaj se bude hrát na jednom stadionu v jednom hostitelském městě: Stadion FK Slavoj Vyšehrad (Praha).
| Praha                      |
| -------------------------- |
| Stadion FK Slavoj Vyšehrad |
| Kapacita: 2 500            |
| Praha                      |

## Skupinová fáze
|  | Týmy postupující do semifinále |

Všechny časy zápasů jsou uvedeny v středoevropském letním čase (SELČ).

### Skupina A
| Tým       | Z | V | R | P | VG | IG | +/− | B  |
| --------- | - | - | - | - | -- | -- | --- | -- |
| Česko     | 4 | 4 | 0 | 0 | 24 | 5  | +19 | 12 |
| Maďarsko  | 4 | 2 | 1 | 1 | 19 | 13 | +6  | 7  |
| Německo   | 4 | 1 | 2 | 1 | 17 | 10 | +7  | 5  |
| Slovinsko | 4 | 0 | 2 | 2 | 11 | 16 | −5  | 2  |
| Itálie    | 4 | 0 | 1 | 3 | 9  | 36 | −27 | 1  |

#### Zápasy
| 15. července 2016 12:15              |       |           |                                   |
| Česko                                | 3 : 0 | Slovinsko | Stadion FK Slavoj Vyšehrad, Praha |
| Daniel Kavka 16', 48' Adam Kraus 42' |       |           | Stadion FK Slavoj Vyšehrad, Praha |

| 15. července 2016 16:00                                                                                                   |        |                      |                                   |
| Maďarsko | 10 : 1 | Itálie               | Stadion FK Slavoj Vyšehrad, Praha |
| Viktor Dorogi 10' Zsolt Kovács 11', 24', 25', 35', 41' Soma Dalkó 32' Richárd Kis 38' Zsombor Barna 45' Renátó Dorogi 45' |        | Francesco Pesare 26' | Stadion FK Slavoj Vyšehrad, Praha |

| 15. července 2016 17:15 |       |                       |                                   |
| Slovinsko               | 1 : 1 | Německo               | Stadion FK Slavoj Vyšehrad, Praha |
| Rod Rednak 46'          |       | Dominik Rittscher 54' | Stadion FK Slavoj Vyšehrad, Praha |

| 15. července 2016 20:15                                                                    |       |                 |                                   |
| Česko                                                                                      | 6 : 1 | Maďarsko        | Stadion FK Slavoj Vyšehrad, Praha |
| Adam Kraus 5' Daniel Kavka 7' Ladislav Mužík 19', 45' Michal Dosoudil 26' Adam Širůček 60' |       | Richárd Kis 24' | Stadion FK Slavoj Vyšehrad, Praha |

| 16. července 2016 8:45                    |       |                                                         |                                   |
| Maďarsko                                  | 3 : 3 | Německo                                                 | Stadion FK Slavoj Vyšehrad, Praha |
| Mátyás Spandler 29' Zsombor Barna 32' 55' |       | Dominik Rittscher 30' Florian Graberg 50' Fin Hanke 56' | Stadion FK Slavoj Vyšehrad, Praha |

| 16. července 2016 10:00 |       |                     |                                   |
| Česko | 9 : 1 | Itálie              | Stadion FK Slavoj Vyšehrad, Praha |
| Daniel Kavka 11', 46', 55' Břetislav Tvrzník 13' Ladislav Mužík 14', 47' Matěj Koudelka 34' Jan Rosůlek 52' Lukáš Haspra 57' |       | Francesco Pesare 5' | Stadion FK Slavoj Vyšehrad, Praha |

| 16. července 2016 13:50 |        | |                                   |
| Itálie                  | 0 : 10 | Německo                                                                                                  | Stadion FK Slavoj Vyšehrad, Praha |
|                         |        | Florian Eckermann 6', 45', 46' Frederic Krawinkel 8', 51', 57' Stephan Kaul 38', 48' Jan Hötting 46' 56' | Stadion FK Slavoj Vyšehrad, Praha |

| 16. července 2016 15:05                 |       |                                                                        |                                   |
| Slovinsko                               | 3 : 5 | Maďarsko                                                               | Stadion FK Slavoj Vyšehrad, Praha |
| Amar Jamakovič 15' Miha Kušnik 25', 50' |       | Imre Lak 16' Richárd Kis 22', 58' Benedek Horváth 31' Zsolt Kovács 40' | Stadion FK Slavoj Vyšehrad, Praha |

| 16. července 2016 18:00                                                                                   |       |                                                             |                                   |
| Česko | 6 : 3 | Německo                                                     | Stadion FK Slavoj Vyšehrad, Praha |
| Jan Rosůlek 26' Břetislav Tvrzník 32' Matěj Koudelka 40' Ladislav Mužík 51' Adam Kraus 48' Jan Krátký 60' |       | Dominik Rittscher 16' Kevin Hildach 19' Florian Graberg 58' | Stadion FK Slavoj Vyšehrad, Praha |

| 16. července 2016 19:20                                                                                                 |       |                                                                                              |                                   |
| Slovinsko | 7 : 7 | Itálie                                                                                       | Stadion FK Slavoj Vyšehrad, Praha |
| Luka Madon 18' Amar Jamakovič 26' Miha Kušnik 30' Ošlaj Gorazd 35' Filip Voglar 38' Rok Rednak 55' Tomaž Podgorelec 56' |       | Francesco Pesare 31', 38' Mattia Diamanti 43', 47' Antonio Aiello 46', 60' Antonio Fiore 56' | Stadion FK Slavoj Vyšehrad, Praha |

### Skupina B
| Tým        | Z | V | R | P | VG | IG | +/− | B |
| ---------- | - | - | - | - | -- | -- | --- | - |
| Rumunsko   | 3 | 3 | 0 | 0 | 16 | 3  | +13 | 9 |
| Slovensko  | 3 | 2 | 0 | 1 | 10 | 7  | +3  | 6 |
| Chorvatsko | 3 | 1 | 0 | 2 | 9  | 11 | −2  | 3 |
| Bulharsko  | 3 | 0 | 0 | 3 | 3  | 17 | −14 | 0 |

#### Zápasy
| 15. července 2016 13:30                                                         |       |            |                                   |
| Rumunsko                                                                        | 4 : 0 | Chorvatsko | Stadion FK Slavoj Vyšehrad, Praha |
| Saron Lonut Chirica 19', 53' Jumalan Andrei Gab 42' Lulian Marian Napirlica 61' |       |            | Stadion FK Slavoj Vyšehrad, Praha |

| 15. července 2016 14:45        |       |                      |                                   |
| Slovensko                      | 2 : 1 | Bulharsko            | Stadion FK Slavoj Vyšehrad, Praha |
| Jakub Ryban 3' Erik Kaprál 33' |       | Mariyanov Georgi 47' | Stadion FK Slavoj Vyšehrad, Praha |

| 15. července 2016 18:30                                                                             |       |                             |                                   |
| Chorvatsko                                                                                          | 7 : 1 | Bulharsko                   | Stadion FK Slavoj Vyšehrad, Praha |
| Robert Malnar 4', 53' Tomislav Harmicar 11' Petar Rog 36', 50' Renato Punčec 44' Matija Vrbnjak 55' |       | Georgi Mariyanov Ivanov 15' | Stadion FK Slavoj Vyšehrad, Praha |

| 16. července 2016 11:20                 |       |                                                                                         |                                   |
| Chorvatsko                              | 2 : 6 | Slovensko                                                                               | Stadion FK Slavoj Vyšehrad, Praha |
| Luka Bobičanec 3' Tomislav Harmicar 60' |       | Samuel Popovič 8' Erik Kaprál 38', 56' Filip Bednár 40' (pen.) Michal Uhliarik 49', 59' | Stadion FK Slavoj Vyšehrad, Praha |

| 16. července 2016 12:35 |       |                             |                                   |
| Rumunsko | 8 : 1 | Bulharsko                   | Stadion FK Slavoj Vyšehrad, Praha |
| Dragan Robert Paulevici 7', 55' Ciprian Emanuel Pavel 15', 17', 46' Saron Lonut Chirica 40' Catalin Lonel Anghel 48' Florin Ursuleasa 50' |       | Georgi Mariyanov Ivanov 33' | Stadion FK Slavoj Vyšehrad, Praha |

| 16. července 2016 16:20                                                      |       |                                     |                                   |
| Rumunsko                                                                     | 4 : 2 | Slovensko                           | Stadion FK Slavoj Vyšehrad, Praha |
| Catalin Lonel Anghel 28' Jumalan Andrei Gab 32', 44' Ioan Adrian Lacatus 37' |       | Milan Vincler 48' Martin Ďuráči 60' | Stadion FK Slavoj Vyšehrad, Praha |

## Vyřazovací fáze

### Pavouk
|  | Semifinále                                              | Semifinále |   |  | Finále                                                  | Finále |  |
|  |                                                         |            |   |  |                                                         |        |  |
|  | 17. července, 9:00 – Stadion FK Slavoj Vyšehrad, Praha  |            |   |  |                                                         |        |  |
|  | Maďarsko (pen.)                                         | 2 (2)      |   |  |                                                         |        |  |
|  | Rumunsko                                                | 2 (1)      |   |  |                                                         |        |  |
|  |                                                         |            |   |  |                                                         |        |  |
|  |                                                         |            |   |  | 17. července, 13:30 – Stadion FK Slavoj Vyšehrad, Praha |        |  |
|  |                                                         |            |   |  | Maďarsko                                                | 1      |  |
|  |                                                         | Česko      | 7 |  |                                                         |        |  |
|  |                                                         |            |   |  |                                                         |        |  |
|  |                                                         |            |   |  |                                                         |        |  |
|  |                                                         |            |   |  |                                                         |        |  |
|  | 17. července, 10:15 – Stadion FK Slavoj Vyšehrad, Praha |            |   |  |                                                         |        |  |
|  | Česko                                                   | 4          |   |  |                                                         |        |  |
|  | Slovensko                                               | 1          |   |  |                                                         |        |  |

### Zápasy

#### Semifinále
| 17. července 2016 9:00                |                  |                                                       |                                   |
| Maďarsko                              | 2 : 2 2 : 1 pen. | Rumunsko                                              | Stadion FK Slavoj Vyšehrad, Praha |
| Richárd Kis 56' Richárd Cseszneki 60' |                  | Dragan Robert Paulevici 21' Ciprian Emanuel Pavel 37' | Stadion FK Slavoj Vyšehrad, Praha |

| 17. července 2016 10:15                                |       |                    |                                   |
| Česko                                                  | 4 : 1 | Slovensko          | Stadion FK Slavoj Vyšehrad, Praha |
| Ladislav Mužík 3' Adam Kraus 16' Daniel Kavka 27', 46' |       | Samuel Popovič 56' | Stadion FK Slavoj Vyšehrad, Praha |

#### Finále
| 17. července 2016 13:30 |       |                                                                                        |                                   |
| Maďarsko                | 1 : 7 | Česko                                                                                  | Stadion FK Slavoj Vyšehrad, Praha |
| Zsolt Kovács 14'        |       | Michal Dosoudil 3' Ladislav Mužík 10', 19', 55', 60' Daniel Kavka 12' Adam Širůček 50' | Stadion FK Slavoj Vyšehrad, Praha |

## Medailisté
| Zlato | Stříbro | Bronz | Bronz |
| Česko | Maďarsko | Rumunsko | Slovensko |
| Pavel Blaha, Michal Dosoudil, Lukáš Haspra, Petr Hulinský, Daniel Kavka, Matěj Koudelka, Jan Krátký, Adam Kraus, Dominik Kunický, Tomáš Mařík, Michal Mezník, Ladislav Mužík, Jan Rosůlek, Adam Širůček, Václav Šlégr, Břetislav Tvrzník Trenér: Zdeněk Parůžek | Zsombor Barna, Richárd Cseszneki, Soma Dalkó, Viktor Dorogi, Renátó Dorogi, Dániel Fodor, Benedek Horváth, Richárd Kis, Zsolt Kovács, Imre Lak, Mátyás Spandler, Bence Tajti Trenér: Gábor Csernai | Catalin Lonel Anghel, George - Ioan Antofie, Rares - Nicolae Birza, Saron Lonut Chirica, Catalin Adrian Cucuet, Jumalan Andrei Gab, Ioan - Adrian Lacatus, Lulian Marian Napirlica, Dragan - Robert Paulevici, Ciprian - Emanuel Pavel, Florin Ursuleasa, Roberto - Mario Voin Trenér: Dan Grigorean | Filip Bednár, Martin Ďuráči, Jozef Kapičák, Erik Kaprál, Kamil Kolpák, Marian Kvašnovský, Filip Maník, Samuel Popovič, Tomáš Porázik, Jakub Ryban, Daniel Sadloň, Michal Uhliarik, Milan Vincler Trenér: Ondřej Kačmár |

## Statistiky hráčů

### Střelci
Přehled střelců šampionátu
10 gólů
- Ladislav Mužík

9 gólů
- Daniel Kavka

7 gólů
- Zsolt Kovács

5 gólů
- Richárd Kis

4 góly
- Adam Kraus
- Francesco Pesare
- Ciprian - Emanuel Pavel

3 góly
- Georgi Mariyanov Ivanov
- Florian Eckermann
- Frederic Krawinkel
- Dominik Rittscher
- Jumalan Andrei Gab
- Saron Lonut Chirica
- Dragan - Robert Paulevici
- Miha Kušnik
- Erik Kaprál

2 góly
- Tomislav Harmicar
- Robert Malnar
- Petar Rog
- Lukáš Haspra
- Matěj Koudelka
- Jan Rosůlek
- Adam Širůček
- Břetislav Tvrzník
- Florian Graberg
- Stephan Kaul
- Zsombor Barna
- Antonio Aiello
- Mattia Diamanti
- Catalin Lonel Anghel
- Amar Jamakovič
- Rok Rednak
- Samuel Popovič
- Michal Uhliarik

1 gól
- Luka Bobičanec
- Renato Punčec
- Matija Vrbnjak
- Michal Dosoudil
- Jan Krátký
- Jan Rosůlek
- Fin Hanke
- Kevin Hildach
- Jan Hötting
- Richárd Cseszneki
- Soma Dalkó
- Renátó Dorogi
- Viktor Dorogi
- Benedek Horváth
- Imre Lak
- Mátyás Spandler
- Antonio Fiore
- Ioan - Adrian Lacatus
- Lulian Marian Napirlica
- Florin Ursuleasa
- Ošlaj Gorazd
- Luka Madon
- Tomaž Podgorelec
- Filip Voglar
- Martin Ďuráči
- Filip Bednár
- Jakub Ryban
- Milan Vincler

### Žluté karty
Přehled hráčů alespoň jednou potrestaných žlutou kartou
2 žluté karty
- Lyuboslav Lyubomirov Mladenov
- Luka Bobičanec
- Adam Širůček
- Viktor Dorogi
- Patrizio D'Addario
- Jumalan Andrei Gab
- Amar Jamakovič
- Rok Rednak
- Filip Bednár

1 žlutá karta
- Georgi Mariyanov Ivanov
- Zlatko Stoyanov Nenov
- Mihael Michaylov Paraskov
- Boyo Stamenov Popov
- Renato Punčec
- Petar Rog
- Marin Šinjori
- Daniel Kavka
- Matěj Koudelka
- Jan Hötting
- Stephan Kaul
- Frederic Krawinkel
- Dominik Rittscher
- Nico Zitzen
- Richárd Cseszneki
- Soma Dalkó
- Dániel Fodor
- Bedenek Horváth
- Richárd Kis
- Zsolt Kovács
- Mátyás Spandler
- Antonio Aiello
- Francesco Borriello
- Alessandro Maero
- Stefano Pezzuto
- Catalin Lonel Anghel
- George - Ioan Antofie
- Ioan - Adrian Lacatus
- Lulian Marian Napirlica
- Ciprian - Emanuel Pavel
- Florin Ursuleasa
- Luka Ciglarič
- Luka Madon
- Tomaž Podgorelec
- Kristian Škerget
- Alen Zečevič
- Martin Ďuráči
- Filip Maník
- Michal Uhliarik

### Červené karty
Přehled hráčů nejméně jednou potrestaných červenou kartou (přímo i po dvou žlutých kartách)
- Luka Bobičanec
- Robert Malnar